# Anna Zibrandtsen
Anna Zibrandtsen (24 de abril de 1994) es una jinete danesa que compite en la modalidad de doma. Ganó una medalla de plata en el Campeonato Europeo de Doma de 2017, en la prueba por equipos.

## Palmarés internacional
| Campeonato Europeo | Campeonato Europeo  | Campeonato Europeo | Campeonato Europeo |
| Año                | Lugar               | Medalla            | Categoría          |
| ------------------ | ------------------- | ------------------ | ------------------ |
| 2017               | Gotemburgo (Suecia) | Medalla de plata   | Por equipos        |